# Pokerfejs (TV-program)
Pokerfejs var ett underhållningsprogram på TV4 med Adam Alsing och Gry Forssell som programledare. Det började sändas våren 2007 och gick ut på att deltagarna skulle vara allmänbildade men framför allt kunna upptäcka och bära ett pokerfejs. Det var alltså fullt tillåtet för deltagarna att ljuga i programmet.
I första momentet skulle ett tiotal deltagare mingla för att lära känna varandra, men främst avläsa vilka som talade sanning och vilka som ljög. Därefter deltog de i olika frågesportsmoment. För varje korrekt besvarad fråga tilldelades deltagaren en viss pengasumma, men varje deltagare var bara medveten om hur de själva svarade på frågorna och visste inte hur mycket pengar de övriga tjänat. Efter varje frågesportsomgång fick deltagarna prata och ljuga för varandra en kort stund. Programledarna och tittarna kunde efter varje frågesportsomgång se hur de tävlande klarat sig och hur mycket de tjänat ihop.
I nästa moment kunde den som trodde sig dittills tjänat ihop minst pengar välja att trycka på en knapp inom en 10 sekunders tidsram. Oavsett vem som tryckte först på knappen så fick denne lämna programmet med sin intjänade pengasumma i riktiga pengar. Övriga deltagare gick tillsammans med sina intjänade pengar vidare till nästa omgång i programmet. Om ingen tryckte på knappen blev den som dittills tjänat ihop minst pengar automatiskt utslagen, men fick då inga riktiga pengar med sig. Efter att en person fått lämna programmet fick vederbörande vänta i ett sidorum till studion för att få se var han eller hon placerat sig, och fick sedan lämna studion.
Utslagningen pågick under programmen tills en person stod som slutlig vinnare i den stora finalen. Denna person vann dessutom en betydligt större pengasumma än den intjänade.